# Translatio imperii
Translatio imperii o traslatio imperii («traslado del imperio» o «transferencia de dominio», en latín) es un concepto historiográfico originario de la Edad Media, en el que la historia se ve como una sucesión lineal de transferencias de un imperium que inviste poder supremo en un gobernante único, un «emperador» (o a veces incluso varios emperadores, por ejemplo, el Imperio romano de Oriente y el Sacro imperio romano de Occidente). Translatio imperii es una expresión que se utilizó en distintos contextos como justificación de la legitimidad de un poder imperial por transferencia de un poder similar preexistente. En palabras de J. G. A. Pocock: «Translatio imperii es en varias formas la antítesis de la Decadencia y Caída... implica que el imperio se ha transferido de mano en mano y de lugar en lugar, de los romanos a los griegos [es decir, del Imperio romano al Imperio bizantino‍] y de los griegos a los francos [es decir, al Imperio carolingio‍] (ambos permaneciendo romanos) y de tal forma habría sobrevivido».
El concepto está estrechamente vinculado al de translatio studii (el movimiento geográfico del aprendizaje). Se cree que ambos términos tienen su origen en el segundo capítulo del Libro de Daniel de la Biblia hebrea (versículos 39-40).

## Sacro Imperio Romano Germánico
Uno de estos contextos fue el cambio del poder desde el Imperio carolingio al Sacro Imperio Romano Germánico. 
Otón I, duque de Sajonia, impuso su hegemonía en Alemania, dificultando las transmisiones hereditarias de los demás ducados y, sobre todo, contando con el apoyo de la Iglesia. Intervino en la península itálica controlando la elección papal. Su victoria contra los húngaros (magiares de las estepas del sur de Rusia que se asientan en Hungría e inician incursiones de saqueo por Alemania, Italia y Francia) propició su coronación en Roma por parte del Papa Juan XII (962). El Imperio, por lo tanto, pasó de estar ubicado en Francia a estarlo en Alemania. Otón logró, además, la transmisión hereditaria del Imperio, que cada vez se concebía más como una monarquía alemana. 
Otón III, nieto del anterior, intentó volver al sueño de un imperio con capitalidad en Roma, que desde ahí pudiese controlar los reinos periféricos. Su sueño murió con él, y sus sucesores (Enrique II de Baviera, Conrado II y Enrique III el Negro) tuvieron que concentrarse en reafirmar su dominio en Alemania, donde los ducados habían aprovechado la ausencia del emperador para recuperar poder.
Esta translatio imperii antecede al desarrollo de la teoría política que defendía que la sociedad debería ser dirigida por una sola auctoritas (autoridad, voluntad), a la que se someterían las distintas potestas (ejercicio práctico del poder), tal y como ocurría en el ser humano. Las discrepancias venían a la hora de definir quién debía ser el poseedor de la auctoritas: la Iglesia (sacerdotium) representada por el Papado, o el poder laico de los aristócratas (regnum).
Las principales teorías al respecto fueron el agustinismo político (expuesto por Gelasio I ya en el siglo V y que sostenía la superioridad eclesiástica sobre la real) y el cesaropapismo (desarrollada en torno al año 800 en el contexto del Imperio Carolingio), que defendía que la jefatura gubernamental debía detentarla el emperador mientras que la Iglesia debía ocuparse de asuntos de carácter espiritual. 
A partir de este marco teórico, las circunstancias políticas de cada momento hicieron que pesara más una u otra opción. Durante la primera mitad del siglo XI se llegó a un momento en que tanto el Papado, fortalecido por la reforma gregoriana, como el Imperio, se vieron con fuerzas para imponer su visión respecto a la jefatura política de la cristiandad, y que desembocó en la llamada querella de las investiduras.
Translatio imperii es la expresión con la que en el siglo XII se justificaba el poder del Emperador frente al Papa (poderes universales). Viene a decir que el poder del Imperio es mucho más antiguo que la Iglesia, por lo que el poder del Emperador es superior al del Papa, refiriéndose con esto a una supuesta herencia directa del Imperio romano. Es decir, creen que ellos son los herederos directos del Imperio, por eso los emperadores se hacen llamar augustos, y que el poder propio de Roma ha pasado a Alemania, de ahí esa translatio.
La repercusión medieval de esta idea tiene orígenes en San Agustín, que equipara la historia de la humanidad con los seis días de la creación y las seis edades de la vida, así como el pasaje del Libro de Daniel (el sueño de Nabucodonosor) que describe los cuatro reinos que se sucederán en el mundo. El motivo de ese traslado es la decadencia de cada reino, por lo que la primacía y el derecho pasan a otro, renovados y sin los vicios de que se habían cargado en la época anterior. Los reinos medievales se consideran herederos del Imperio romano, pero sin sus defectos paganos; igualmente se considera heredera la Iglesia, que se instala en Roma para redimir su pasado pecador. Tanto el poder religioso como el político reclaman la herencia de esta translatio; en teoría, el estado ideal sería aquel en que los dos se combinaran de manera armoniosa.
En este sentido es citado a menudo el prólogo del Cligès de Chrétien de Troyes, un ejemplo más de los muchos que reflejan esta idea, ya sea en la jurisprudencia o en la literatura. Según el autor francés, tanto la “caballería” como la “clerecía” han pasado de Grecia a Roma y de esta a Francia. Ambos conceptos son inseparables y se identifican con la translatio imperii y la translatio studii. Los reyes medievales se crean genealogías que hacen remontar sus orígenes a héroes míticos de la cultura grecorromana, dando la impresión de una continuación histórica que lleva inevitablemente a su autoridad presente. De la misma manera, se ponen de moda versiones traducidas y noveladas de las obras clásicas (Romance de Eneas, Roman de Troie, etc.), donde los personajes se comportan como caballeros de una corte medieval, demostrando que se trataba del mismo tipo de sociedad.

## Imperio Incaico
Sayri Túpac, segundo Inca de Vilcabamba, luego de negociar con el virrey Andrés Hurtado de Mendoza [durante el 5 de enero de 1558 en la Ciudad de Los Reyes], entregaría los derechos de su corona al Rey de Castilla, renunciando a sus reclamos como soberano del Imperio Incaico y así obtener la paz con los españoles y convertirse al Catolicismo; a cambio, recibió el perdón del “superior gobierno”, obtuvo títulos sobre tierras y rentas, el reconocimiento de la primogenitura de su linaje y la obtención de la Encomienda del Valle de Yucay (Mayorazgo de Oropesa). Posteriormente, su sucesor Titu Cusi Yupanqui, ratificaría esta transferencia con la firma del tratado de Acombamba.

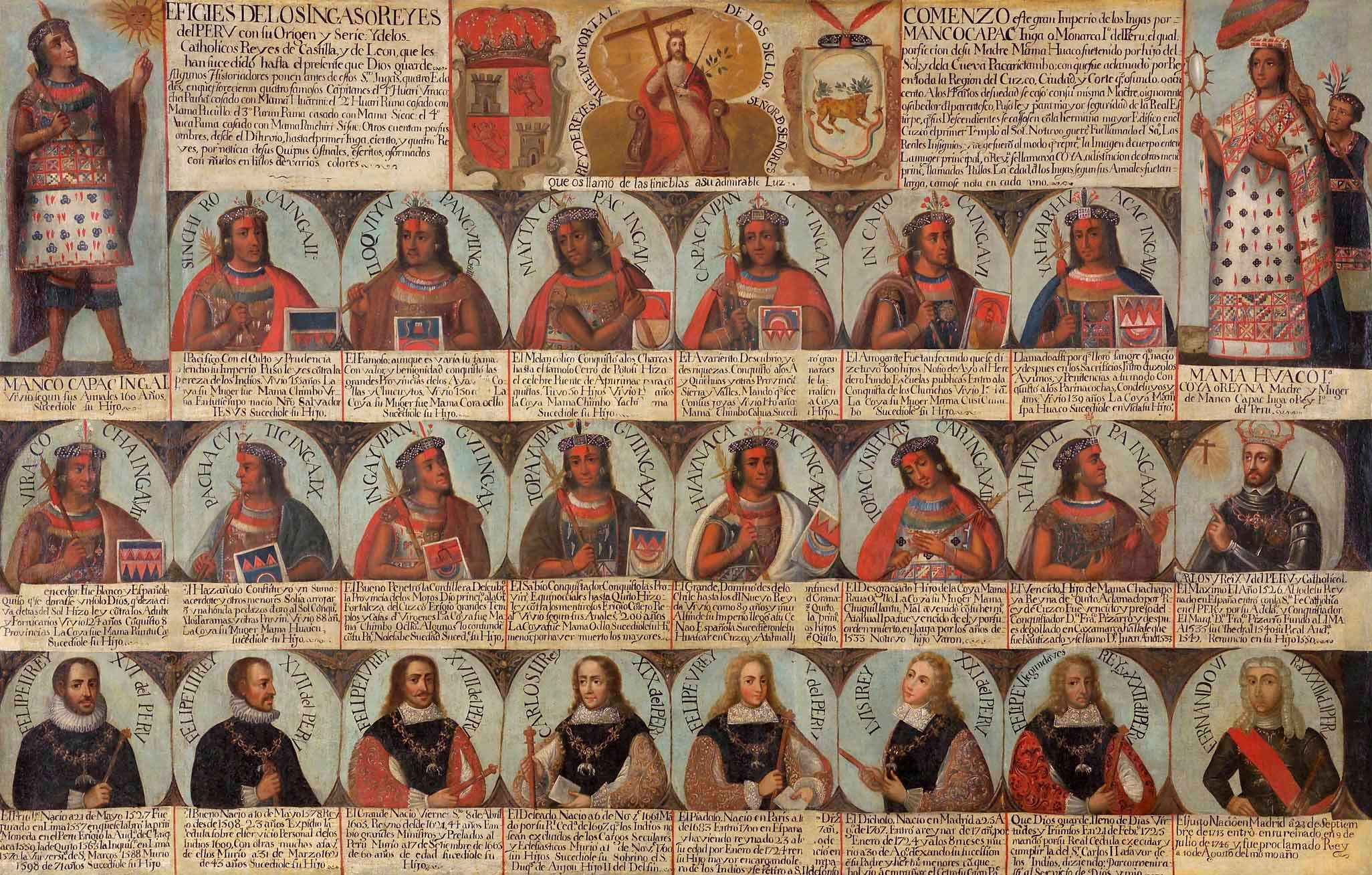
Una de las Efigies de los incas o reyes del Perú, en el que los Reyes de España son retratados como herederos de los derechos de los Emperadores Incaicos.

Está aplicación del Translatio Imperii, para los Reinos del Perú, fue invocado como la herramienta de legitimidad, por parte del Imperio español, para su dominio en el Virreinato del Perú, en tanto que, a partir de estos tratados, se da la incorporación del Tahuantinsuyo en la Monarquía Española, con el reconocimiento oficial de la Casa real incaica, los cuales consideran a los monarcas de España como Reyes del Perú, lo que incentivaría la lealtad y fidelidad de los peruanos monarquistas (sobre todo el Ejército Real del Perú) hacia la monarquía española y su promoción del mestizaje.
Ante ello, los Reyes de España serían los sucesores legítimos de los Sapa Incas, por ende, Carlos I de España estaría sucediendo a Atahualpa como Emperador de los Reinos del Perú, no solo de hecho, también de derecho. Lo cual era referenciado en múltiples cuadros de arte virreinal (sobre todo de la Escuela de Cuzco y la Catedral de Lima), como las icónicas Efigies de los Incas o Reyes del Perú, presentes en el Museo de Arte de Lima, en los cuales Atahualpa confiere su Cetro de Poder a los Habsburgo españoles (señalados con una cruz), o el cuadro de Juan Núñez Vela y Ribera, en el monasterio de Copacabana, donde se hace referencia del “poderosissimo Inga D. Carlos II Augustissimo Emperador de la América”. Mientras tanto, el Rey de España haría ostentación de sus derechos como Sapa Inca, a través del título Rey de las Indias Occidentales, el cual es la suma de los derechos de la corona Inca y Azteca, lo cual ha sido rememorado con las estatuas de los Emperadores azteca e inca en la entrada principal del Palacio Real
Esto a su vez daba garantías a la Nobleza incaica para tener reconocimiento de sus títulos (y tradiciones de sus pueblos) en el derecho español, al considerarse hermanada con la Nobleza española, recibiendo la nobleza indígena múltiples escudos y privilegios por parte de la Corona. Autores como el Inca Garcilaso de la Vega harían mucha referencia a este translatio imperii en sus obras.

## Conceptos paralelos
- Recuperatio Imperii, aplicado al programa expansionista de Justiniano I para el Imperio bizantino sobre los territorios del desaparecido Imperio romano de Occidente.
- Renovatio imperii

En sus sellos imperiales, tanto Carlomagno como Otón III habían proclamado la "renovación del Imperio romano"... entre finales del XI y mediados del siglo XII, la idea de una renovatio imperii Romani -o sea, la aceptación de la antigüedad imperial romana como un modelo político y constitucional- ganó impulso, adquirió nuevo significado y cubrió nuevas necesidades. Aunque la Comuna romana incluyó la "renovación" del Imperio romano entre sus metas centrales, también en la Roma de mediados del siglo XII el concepto de una renovatio imperii estaba lejos de ser nuevo. Y como la Comuna romana, la monarquía alemana tuvo como principal modelo de su renovatio imperii el periodo de la Antigüedad tardía y el imperio de emperadores cristinanos, desde Constantino hasta Justiniano, pero no el Imperio de Augusto.

- Restitutio imperii[18]
- Restauratio imperii, aplicado a distintos centros de poder que reivindican haber restaurado la autoridad imperial (Carlomagno -Imperio carolingio- los otónidas -Sacro Imperio Romano Germánico-, o incluso el neogoticismo del reino astur-leonés[19]).
- Traslatio studii, tópico literario que expresa la sucesión histórica de centros de saber.
- Nueva Roma, aplicado a distintos poderes que reclamaban ser herederos de la Roma antigua
- Concessio imperii

Para éstos [los autores que sostenían la soberanía popular según los antiguos esquemas] el pueblo mantenía la titularidad del poder soberano, pero "concedía" o "cedía" este poder en uso y ejercicio al príncipe. Se trata de la antigua teoría de la concessio imperii, que se contraponía a la teoría de la traslatio imperii. De acuerdo con la teoría de la concessio imperii, el pueblo era el titular del peder soberano pero concedía el ejercicio al príncipe, y en todo momento el príncipe estaba sujeto al control popular y podía ser destituido; en cambio, según la teoría de la traslatio imperii, el pueblo cedía al príncipe no sólo el ejercicio, sino también la titularidad del poder soberano y por tanto el pueblo se sometía al príncipe.
De acuerdo con la teoría de la concessio imperii, Rousseau afirma que el único titular de la soberanía es el pueblo; pero, a diferencia de esta teoría para la cual el pueblo es un ente ya constituido antes del acuerdo de concesión con el príncipe, el filósofo de Ginebra observa que originalmente existen sólo individuos no-asociados que con el pacto se unen y se convierten en un pueblo.

- Donatio imperii o pseudo-donación de Constantino[21]

La sucesión de imperios, de Oriente a Occidente, explícita en la interpretación que se hacía del texto bíblico de Daniel, llegó a uno de sus ápices con las loas al imperio de Felipe II "donde no se pone el sol". 

... la simbología solar de los Habsburgos, quienes se enaltecían retratándose como luminaria. Recordemos que el astrólogo oficial de Felipe II declaró que el signo zodiacal del rey era el domicilio del sol, incrementando así la influencia solar de este rey apolónico. Felipe se representaba también como un nuevo Apolo conduciendo su carro de conquista en un imperio donde no se pone el sol. Tras la muerte de Felipe II, se afirmó que su hijo, Felipe II, sería el Futurus Alter Sol.

La idea de identificar el imperio con el transcurrir del sol está en la oda XV Augusti Laudes de Horacio: Imperi porrecta majestas ad ortum Solis ab Hesperio cubili ("y la magestad del Imperio se extendió desde donde se pone el Sol hasta donde nace").

Gaspar de San Agustín (1650-1724), cronista agustino y autor de las Conquistas de las Islas Filipinas (1698) proyectó, cien años después del fallecimiento del Rey Prudente, la imagen de un monarca, el propio Felipe, conducido desde Occidente por el corazón de Dios –sostenido por San Agustín de Hipona, desde Oriente– hacia los reinos asiáticos, glosando ese acontecimiento con el siguiente colofón: ‘el Imperio Ibérico será la última frontera y el final del mundo’.

Otras monarquías, como la francesa de Luis XIV, también recurrieron a la imagen solar (rey Sol).